# Светлећа диода
Светлећа диода (енгл. light-emiting diode, скраћено LED) је посебна врста полупроводничке диоде која емитује светлост када је пропусно поларисана, тј. када кроз њу тече струја.
Фотони светла се емитује приликом рекомбинације пара електрон-шупљина. Такво својство имају полупроводници: 
- галијум-фосфид,
- галијум-арсенид (GaAs), галијум-нитрид (GaN), галијум-арсенид-фосфид (GaAsP), цинк-селенид,
- дијамант,
- алуминијум-нитрид,
- сафир (Al23),
- силицијум-карбид, итд.

1955. године, Рубин Браунстин из Америчке радио корпорације први је дао извештаје о инфрацрвеној емисији светлости галијум-арсенида (GaAs). 
Научници Тексас инструментса, Боб Бајард и Гари Питман, 1961. године открили су да галијум-арсенид пушта светло када има електричне струје, након чега су пријавили патент на инфрацрвену диоду. Ник Холоњак млађи из Џенерал електрика први је пронашао видљиви спектар светлеће диоде. Боја емитованог светла зависи од врсте полупроводника, као и од примеса у њему, и варира од инфрацрвеног до ултраљубичастог дела спектра.

## Историја
Електролуминисценција је феномен који је 1907. открио британски истраживач Х. Џ. Раунд док је радио за компанију Маркони, користећи кристал силицијум карбида и кристални детектор.
Рус Олег Лосев је 1927. пријавио израду прве светлеће диоде. Његова истраживања су објављена у совјетским, немачким и британским научним журналима, али неколико деценија није било практичне користе од његовог проналаска. Рубин Браунстејн из Радио корпорација Америке је 1955. пријавио инфрацрвено зрачење од галијум арсенидa (GaAs) и других полупроводничких легура. Браунстејн је приметио инфрацрвено зрачење које су емитовале просте диоде које су користиле легуре галијум антимонида (GaSb), GaAs, индијум фосфида (InP) и силицијум-германијума (SiGe) на собној температури и на 77 K.
Амерички истраживачи Џејмс Р. Бајард и Гари Питман су 1961 открили, радећи за Тексас инструмент, да GaAs емитује инфрацрвено зрачење када се прикључи у електрично коло. Њих двојица су успели да докажу првенство свог народа на оснву инжењерских белешки и добили су први амерички патент за светлећу диоду (иако је емитована светост била инфрацрвена).
Прву практичну светлећу диоду у видљивом делу спектра (црвену) је 1962. развио Ник Холоњак, док је радио за Џенерал електрик. Холоњак је први пут пријавио своје откриће у журналу Applied Physics Letters 1. децембра 1962. Холоњак се сматра „оцем светлеће диоде“.
М. Џорџ Крофорд, бивши Холоњаков студент, је 1972. изумео прву жуту светлећу диоду и за око десет пута побољшао сјајност црвених и црвенкасто-наранџастих светлећих диода. Т. П. Персал је 1976. створио прву светлећу диоду високе ефикасности за комуникацију оптичким влакнима изумевши нове полупроводничке материјали посебно прилагођене таласним дужинама комуникације оптичким влакнима.

## Технологија

### Принцип рада
Светлећа диода се састоји од чипа направљеног од полупроводног материјала који је допиран нечистоћама како би се направио p-n спој. Као и код обичних диода, електрична струја тече од p-стране или аноде ка n-страни или катоди, али не и у супротном смеру. Носиоци наелектрисања, електрони и шупљине теку у спој са електрода између којих постоји електрични напон. Када се електрон судари са шупљином, он пада на нижи енергетски ниво и ослобађа енергију у виду фотона.
Таласна дужина емитоване светлости, а тиме и њена боја, зависи од енергетске баријере материјала који чине p-n спој. Код силицијумских и германијумских диода, електрони и шупљине се рекомбинују не-зрачећом транзицијом, која не даје видљиву емисију, јер су они материјали са индиректном енергетском баријером. Материјали који се користе за израду светлећих диода имају директну енергетску баријеру са енергијама које одговарају скоро инфрацрвеној, видљивој и скоро-ултраљубичастој светлости.
Развој светлећих диода је започео са диодама од галијум арсенида које су емитовала инфрацрвену и црвену светлост. Напредак у науци о материјалима је омогућио израду диода са све краћим таласним дужинама, које су емитовале светлост разних боја.

## Предности и карактеристике
Додатне предности су мале димензије, те изузетно једноставно управљање и регулација, с обзиром да су температурно инверзне, немају проблема са ниским температурама, а новији састави имају врло високу трајност – 60.000 сати за 50% одржања светлосног тока. Многе земље разматрају промене класичне расвете, а Калифорнија је припремила закон којим ће се класичне сијалице прогласити токсичним отпадом, јер садрже тешке метале, и дакако да је једно од решења и ЛЕД расвета.
Сијалице какве се данас користе, настале су 1910. године, и садрже балон у којем је вакуум или неки инертни гас, те жарну нит која се усијава и на тај начин светли те је искористивост светлосног дела сијалице само 5%, а 95% отпада на топлоту. 
ЛЕД расвета има ефикасност већу од 95%, што значи да сијалица од 100 W има исту ефикасност као диода од 6 W. Будући да нема жарну нит која би прегорела или стакло које би пукло, ЛЕД диоде су врло поуздане, једноставно се повезују с дигиталним склоповима и за свој рад не захтевају високе напоне. Уштеда енергије је очигледна, технологија производње ЛЕДа се развила, и у сваком модерном уређају могу се наћи ЛЕ-диоде, с обзиром на велики удео класичне расвете, изменом исте са ЛЕД-ом у Европи би се годишње смањила стопа емисије угљен диоксида за чак 25 милиона тона или би се „поништила“ емисија 10-ак милиона аутомобила. 
У аутомобиле високе класе већ данас се уграђују ЛЕД светла, а очекује се да ће тај пример временом следити и јефтинији сегмент аутомобила, јер је радни век ЛЕ диоде 100.000 сати, те нису осетљиве на паљење/гашење, ударце, воду... док је класичним (халоген, обичним) сијалицама радни век 800 сати и имају лошију отпорност на ударце, воду, паљење/гашење... 
Кориштењем ЛЕД расвете у домаћинствима драстично би се смањили трошкови за електричну енергију, јер би укупна расвета целе куће имала снагу од 100 W, што је данас снага једне просечне сијалице која се користи у просторији, а осим финансијских уштеда, смањењем потрошње енергије поништила би се годишња емисија мањег градског аутомобила. 
ЛЕД извори такође пружају могућност веома прецизног усмерења светлости (веома уски сноп светлости) на тај начин смањујући непотребне губитке светлости, то представља мање светлосно загађење, али уједно и могућност пуно ефикаснијег и прецизнијег размештања самих светиљки. ЛЕД која која је црвене боје, емитује светлост са фреквенцијом од око 650nm. Зелена ЛЕД емитује спектар са фреквенцијом од око 600nm, а плава ЛЕД емитује своју светлост са око 400nm. ЛЕ диода не емитује ни једну другу фреквенцију, за разлику од топлотних извора осветљења, који емитују пуно шири спектар зрачења који је и испод и изнад спектра фреквенција видљиве светлости.

## Примене
Први продор ЛЕ диода је постигнут у сигналној расвети за возила (позициона светла, стоп светла и показивачи смера), а сада се шири на акцентну расвету малих делова у трговинама, те на декоративну и сценску унутрашњу и спољашњу расвету.